# Anton de Pasquale
Anton de Pasquale (ur. 14 września 1995 w Werribee South) – australijski kierowca wyścigowy.

## Kariera

### Formuła Ford
De Pasquale rozpoczął karierę w jednomiejscowych samochodach wyścigowych w 2012 roku od startów w Australijskiej Formule Ford oraz w Formule Ford Victoria. W edycji ogólnokrajowej pięciokrotnie stawał na podium, w tym trzykrotnie na jego najwyższym stopniu. Z dorobkiem 157 punktów został sklasyfikowany na siódmym miejscu w końcowej klasyfikacji kierowców. W serii Victoria pięć razy był najlepszy. Dorobek 312 punktów pozwolił mu zdobyć tytuł wicemistrza serii.
W sezonie 2013 Australijczyk poświęcił się startom w Australijskiej Formule Ford. W ciągu 22 wyścigów, w których wystartował, osiemnastokrotnie stawał na podium, w tym odniósł siedem zwycięstw. Uzbierał łącznie 326 punktów, co pozwoliło zdobyć mistrzowski tytuł.

### Formuła Renault
W 2014 roku de Pasquale przeniósł się do Europy, gdzie startował w Północnoeuropejskim Pucharze Formuły Renault 1.6. Wystartował w czternastu wyścigach, spośród których dziewięć wygrał, a w dwunastu stawał na podium. Zdobył łącznie 328 punktów, co był najlepszym wynikiem spośród wszystkich kierowców serii.

## Statystyki
| Sezon | Seria                                         | Zespół                      | Wyścigi | Zwycięstwa | PP | NO | Podium | Punkty | Pozycja |
| ----- | --------------------------------------------- | --------------------------- | ------- | ---------- | -- | -- | ------ | ------ | ------- |
| 2012  | Australijska Formuła Ford                     | Sonic Motor Racing Services | 15      | 3          | 1  | 3  | 5      | 157    | 7       |
| 2012  | Formuła Ford Victoria                         |                             | 11      | 5          | 2  | 2  | 8      | 312    | 2       |
| 2013  | Australijska Formuła Ford                     | Sonic Motor Racing Services | 22      | 7          | 3  | 7  | 18     | 326    | 1       |
| 2014  | Północnoeuropejski Puchar Formuły Renault 1.6 | Lechner Racing School       | 14      | 9          | 9  | 9  | 12     | 328    | 1       |